# Chiesa della Visitazione di Maria Vergine (Bozzole)
La chiesa della Visitazione di Maria Vergine è la parrocchiale di Bozzole, in provincia di Alessandria e diocesi di Casale Monferrato; fa parte dell'unità pastorale Madonna dell'Argine – San Giovanni Bosco.

## Storia
L'originaria chiesa di Bozzole fu iniziata nel 1559, ma, a sei anni dall'avvio dei lavori, essa risultava ancora priva di volta; questo edificio venne distrutto il 9 maggio 1684 da un'esondazione del fiume Po. 
In seguito a questo disastroso evento le funzioni furono trasferite nella cappella della Natività di Maria Vergine.
La prima pietra della nuova parrocchiale venne posta nel 1719; l'edificio, disegnato dal marchese Carlo Gozzani, fu ultimato nel 1727, per poi essere ampliato nel 1742.
Nel 1776 si provvide a sopraelevare di sei metri il campanile e novant'anni dopo venne realizzato l'organo, dono dei marchesi Dalla Valle.
La chiesa fu adeguata alle norme postconciliari nel 1970, allorché furono installati nel presbiterio l'altare rivolto verso l'assemblea e l'ambone.

## Descrizione

### Esterno
La facciata a salienti della chiesa, in mattoni e rivolta a levante, si compone di tre parti: il corpo centrale, tripartito da lesene ioniche sorreggenti il frontone triangolare, presenta al centro il portale d'ingresso architravato, sopra una lunetta con il rilievo della Madonna col Bambino e ai lati due nicchie con le statue della Fede e della Speranza, mentre le due ali secondarie sono caratterizzate dagli ingressi minori e da due finestrelle e concluse da semitimpani.
Annesso alla parrocchiale è il campanile a base quadrata, suddiviso in più ordini da cornici; la cella, ospitante cinque campane, presenta su ogni lato una monofora.

### Interno
L'interno dell'edificio si compone di una navata sulla quale si affacciano le cappelle laterali, che, essendo tra di loro comunicanti, formano una sorta di navatelle secondarie; al termine dell'aula si sviluppa il presbiterio, a sua volta chiuso dall'abside.
Qui sono conservate diverse opere di pregio, tra le quali l'altare maggiore, risalente al 1814, la pala raffigurante l'Addolorata coi Santi Giovanni Evangelista e Rocco, che fu restaurata nel 1977, l'altare della Madonna di Lourdes, inaugurato il 10 maggio 1936, il medaglione ritraente la Visita di Maria a Elisabetta e i Santi Giuseppe e Gioachino, realizzato dai fratelli Davide e Angelo Maria Argenti, e i due altari di Santa Dorotea e della Madonna del Rosario, costruiti nel 1780 da Michele Sartorelli.